# اسلم ترکی
اسلم بن عمر ترکی با نام های دیگر سلیمان، سلیمو یا اسلم ترکی، از موالی و کاتبان حسین بن علی بود.  اسلم از همراهان حسین بن علی بود که در واقعه کربلا کشته شد. او یکی از مهم‌ترین یاران حسین بن علی بود که یزید و یارانش برای سر او جایزه گذاشته بودند.

## زندگینامه
مامقانی درباره اسلم نوشته‌ است که حسین بن علی او را پس از مرگ برادرش حسن بن علی خریداری کرده و به فرزندش سجاد بخشید. او کاتب، کماندار و تیرانداز سپاه حسین بن علی بود.وی را اهل قزوین، دانسته‌اند. اسلم یکی از قاریان قرآن بود.
| البحر من طعنی و ضربی یصطلی |  | و الجو من سهمی و نبلی یمتلی |
| اذا حسامی و یمینی ینجلی    |  | ینشق قلب الحاسد المبجلی     |

در برخی منابع تعداد کشته شدگان سپاه عمر سعد به دست اسلم را ۷۰ نفر و به نقلی ۵۰۰ نفر گزارش کرده‌اند. سن او در زمان کشته شدن، حدود ۴۵ سال ذکر شده ‌است. در زیارتنامه‌های اهل تشیع اسمی به میان نیامده ولی در منابع تاریخی چون ناسخ التواریخ، تنقیح المقال، اعیان الشیعه و المناقب یاد شده‌ است. وی را غلام جناده بن حارث سلمانی دانسته‌اند و رجز معروف امیری حسین و نعم الامیر را به وی نسبت داده‌اند. برخی دیگر وی را غلام حُر دانسته‌اند.

## در ادبیات

### شعر
اشعاری با موضوع وی در ادبیات شیعی بیان شده‌است، از جمله:
| یکجا رخ غلام و پسر بوسه داد و گفت |  | در دین ما سیه نکند فرق با سفید |

### کتاب
کتاب «کیست مثل من؟ (زندگانی اسلم بن عمرو  دیلمی، از شهدای کربلا)» به قلم «محمد رضا عبدالامیر انصاری» و ترجمه «احمد امیری شادمهری» اثری است که با موضوع اسلم بن عمرو به نگارش درآمده‌است. در توضیح این کتاب آمده‌ است: «امام حسین علیه السلام در روز عاشورا بر بالین هفت نفر وقتی به خون پاکشان غلطیدند حضور یافت یکی از آن افراد اسلم بن عمرو دیلمی است که غلام امام حسین علیه السلام و کاتب آن حضرت بوده‌است در این کتاب نگاهی گذرا بر زندگانی این شهید کربلا شده‌است. مطالعه این کتاب به کسانی که نیاز به الگویی را درخویش حس می‌کنند توصیه می‌شود.»

## منبع
- شهیدان جاوید، مرضیه محمدزاده، نشر بصیرت، ص ۳۵۱-۳۵۲. بایگانی‌شده  در ۲۰ نوامبر ۲۰۲۱ توسط Wayback Machine
- فرهنگ عاشورا، جواد محدثی، قم، معارف، ج۱، ص ۴۹.